# 陳昱潔
陳昱潔（2002年6月15日—）為臺灣女子籃球運動員，現效力於中国女子篮球联赛江西女篮。
陳昱潔的母親黃慧真過去為鉛球選手，陳昱潔與弟弟陳禹劭在就讀基隆仁愛國小時開始打籃球，國小畢業後曾欲至七賢國中就學，但因離家太遠改讀石牌國中。陳昱潔當選過U16以及U18國手，2020年自南山高中畢業後加入國立臺灣師範大學，高三遭逢膝傷，大一遇上右腳第五蹠骨骨折只打了7場大專籃球聯賽比賽，2021年夏天代表中華臺北參加2021年U19世青女籃賽。

## 外部連結
- 陳昱潔在fiba.basketball（英语）
- 陳昱潔在archive.fiba.com（archived）（英语）
- 陳昱潔在fiba3x3.com（英语）
- 陳昱潔在Eurobasket.com（球員）（英语）